# Фрідріх Людвіг Ян
Фрідріх Людвіг Ян (нім. Friedrich Ludwig Jahn; 11 серпня 1778 — 15 жовтня 1852, Фрайбург) — функціонер фізкультури, засновник таких снарядів, як перекладина і бруси, учасник Наполеонівських воєн та національних зборів. Фізичновиховний рух Людвіга Фрідріха був пов'язаний з визвольним рухом, метою якого було підготувати молодь до боротьби супроти наполеонівської окупації задля незалежності Пруссії.

## Життєпис
Загалом Ян провів сім років у різних університетах, у тому числі в Грайфсвальдському університеті, де він у 1802 році познайомився з Ернстом Моріцем Арндтом, і де зародилася патріотична ідея «Об’єднаної Німеччини» нім. Vereinigten Deutschland.

## Вшанування
- Фрідріх-Людвіг-Ян-Шпортпарк[de], Пренцлауер-Берґ, Берлін
- школи Фрідріх-Людвіг-Ян[de], або яншколи (яншуле) - мережа шкіл у Німеччині
- янстадіони у містах Німеччини:

- янстадіон (Гамм),
- янстадіон (Марл),
- янстадіон (Нейс),
- янстадіон (Райне),
- янстадіон (Ботроп),
- янстадіон (Göttingen),
- янстадіон (Mönchengladbach),
- янстадіон (Нойбранденбург),
- янстадіон (Реда ..),
- янстадіон (Розенгайм),
- янспортфорум у Нойбранденбурзі,
- Людвіг-Ян-стадіон (Герфорд, Північний Рейн-Вестфалія),
- янкампбан у Гамбурзі